# Mixer
Mixer (以前称之为 Beam) 是微软公司旗下的線上游戏直播平台。该服务于2016年1月5日正式推出。
2016年8月11日，Beam被微软收购，并集成到Xbox部门。2017年5月25日，微软宣布Beam已更名为Mixer。
2020年6月22日，微软宣布将于同年7月22日关闭Mixer服务，平台和技术人员会转移到合作方Facebook的游戏部门Facebook Gaming。

## 外部連結
- 官方网站